# XPeng G9
XPeng G9 — среднеразмерный электромобиль-кроссовер производства компании XPeng Motors.

## История
XPeng G9 впервые был представлен публике на автосалоне в Гуанчжоу в ноябре 2021 года.

## Описание
В основе кроссовера лежит шасси с двойными поперечными рычагами спереди и многорычажкой сзади. Уже в базе — регулируемая пневматическая подвеска с двухкамерными пневмобаллонами.

Рабочее напряжение силовой установки XPower третьего покаления с 800-вольтовой батареей и инверторами на основе карбида кремния, совместимая с зарядными терминалами мощностью 480 кВт. Базовый заднеприводный XPeng G9 имеет один электромотор с отдачей 313 л.с. и 430 Н·м. У полноприводной модификации добавлен передний электромотор мощностью 238 л.с., а пиковая отдача системы достигает 551 л.с. и 717 Н·м. Существуют модификации XPeng G9 с батареей ёмкостью 78,2 и 98  кВт⋅ч.

XPeng G9 оснащён автопилотом XPilot 4.0 на двух вычислительных платформах Nvidia Drive Orin и силовая установка XPower 3.0.

Четыре места из пяти (кроме центрального во втором ряду) снабжены подогревом, вентиляцией и массажёрами.

В переднюю панель помимо довольно скромного водительского щитка приборов встроено массивное двухэкранное табло (каждая секция имеет диагональ 38 см) с чипом Qualcomm Snapdragon 8155. На центральном дисплее можно смотреть фильмы.
В 2023 году он получил 5 звёзд в Euro NCAP.

## Галерея
| - Вид сзади - Вид сбоку |